# Кот, Василий Андреевич
Васи́лий Андре́евич Кот (23 февраля [8 марта] 1916 года, деревня Найда, Гомельская губерния, Российская империя — 10 ноября 1998 года, Львов, Украина) — советский политработник, полковник Советской армии, участник советско-японской войны, Курильской десантной операции. Герой Советского Союза (1945).

## Биография
Родился в деревне Найда (ныне Житковичский район, Гомельская область, Беларусь). Белорус. Окончил неполную среднюю школу, затем учился в кооперативном техникуме. Работал бухгалтером в райпотребсоюзе.
В Рабоче-крестьянской Красной армии с октября 1937 года, был призван Житковичским райвоенкоматом. Службу начал в Ленинградском военном округе, шесть месяцев учился в полковой школе связи, а после окончания учёбы был назначен командиром полковой радиостанции.
С 1938 года — заместитель политрука. Летом 1938 года стрелковая дивизия, в которой служил Кот, была переброшена на Дальний Восток в район Биробиджана. В 1940 году окончил Хабаровское военно-политическое училище, в этом же году вступил в ВКП(б).
В октябре 1940 года Кот был направлен в 198-й стрелковый полк, формировавшийся на Камчатке, в составе 101-й стрелковой дивизии. Занимал должность политрука роты, в ноябре 1942 года стал парторгом полка. С 1944 года — старший инструктор политотдела 101-й стрелковой дивизии.
Принимал участие в советско-японской войне в августе 1945 года в должности старшего инструктора политотдела 101-й стрелковой дивизии 16-й армии 2-го Дальневосточного фронта.
В качестве заместителя командира передового отряда десанта по политической части старший лейтенант Кот был зачислен в состав десанта, задачей которого была высадка на остров Шумшу. При высадке десанта утром 18 августа 1945 года он одним из первых, несмотря на огонь противника и увлекая за собой десантников, вплавь добрался до берега. В критический момент боя Кот возглавил роту автоматчиков после гибели в бою её командира старшего лейтенанта А. Г. Иноземцева, а затем с криком «коммунисты, вперёд!» поднял бойцов и повёл в атаку. В тяжёлом бою солдатам удалось удержать плацдарм и обеспечить высадку главных сил дивизии.
Передовой отряд десантников завязал жесточайшую рукопашную схватку с противником, который засел в траншеях, опоясавших высоты 165 и 171. В результате японские оборонительные точки были взяты. Некоторые подразделения японцев в панике побросали оружие. Через некоторое время последовала танковая контратака японцев. Кот дал приказ «по окопам», солдаты открыли огонь из противотанковых ружей, затем в ход пошли гранаты. Вскоре в бой вступила советская корабельная артиллерия, танки противника, а их насчитывалось 20, были уничтожены.
Указом Президиума Верховного Совета СССР от 8 сентября 1945 года «за образцовое выполнение боевых заданий командования на фронте борьбы с японскими милитаристами и проявленные при этом мужество и героизм» старшему лейтенанту Коту было присвоено звание Героя Советского Союза.
После войны Кот продолжил службу в Вооружённых Силах СССР. С 1946 года по 1951 год — заместитель начальника школы сержантов по политической части (Белорусский военный округ). В 1949 году ему удалось окончить 10 классов школы, а уже в 1952 году — ленинградские Высшие курсы Главного политического управления.
С 1952 года служил в Прикарпатском военном округе. В 1962 году Кот ушёл в запас в звании полковника.
Жил в городе Львове. До ухода на пенсию работал директором заготовительной конторы, начальником отдела кадров, затем начальником охраны изоляторного завода. Персональный пенсионер союзного значения.
Умер 10 ноября 1998 года.

## Награды и звания
Удостоен ряда наград и званий:
- Герой Советского Союза (Указ Президиума Верховного Совета СССР от 8 сентября 1945 года, орден Ленина и медаль «Золотая Звезда» № 7774)[1];
- орден Красного Знамени (30 декабря 1956 года)[1];
- орден Отечественной войны I степени (6 марта 1985 года)[5];
- орден Красной Звезды (19 ноября 1951 года)[1];
- медали СССР, среди них:
  - две медали «За боевые заслуги» (30 апреля 1947 года, 19 ноября 1956 года)[1][6];
  - медаль «За победу над Японией»[6];
- звание «Почётный гражданин города Северо-Курильска» (решение Северо-Курильского исполкома городского Совета народных депутатов от 2 сентября 1980 года № 73)[1][7].

## Память
1 августа 2005 года в Южно-Сахалинске на площади Славы состоялось торжественное открытие обновлённой Аллеи Героев, созданной в память об освободителях Южного Сахалина и Курильских островов от японских милитаристов. Аллея представляет собой бюсты 14-ти Героев Советского Союза, принимавших участие в этих боях, среди них также есть бюст Василия Кота.

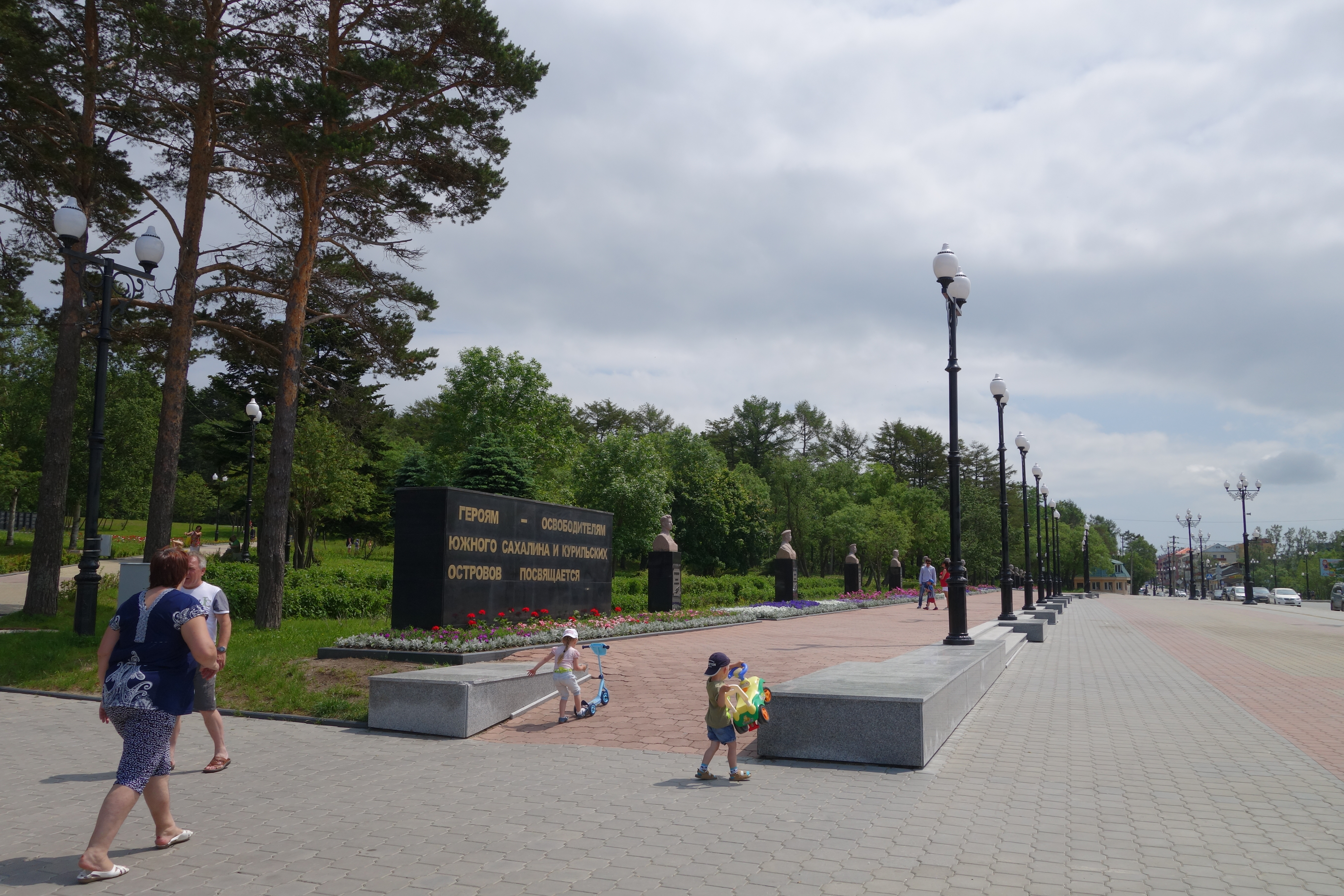
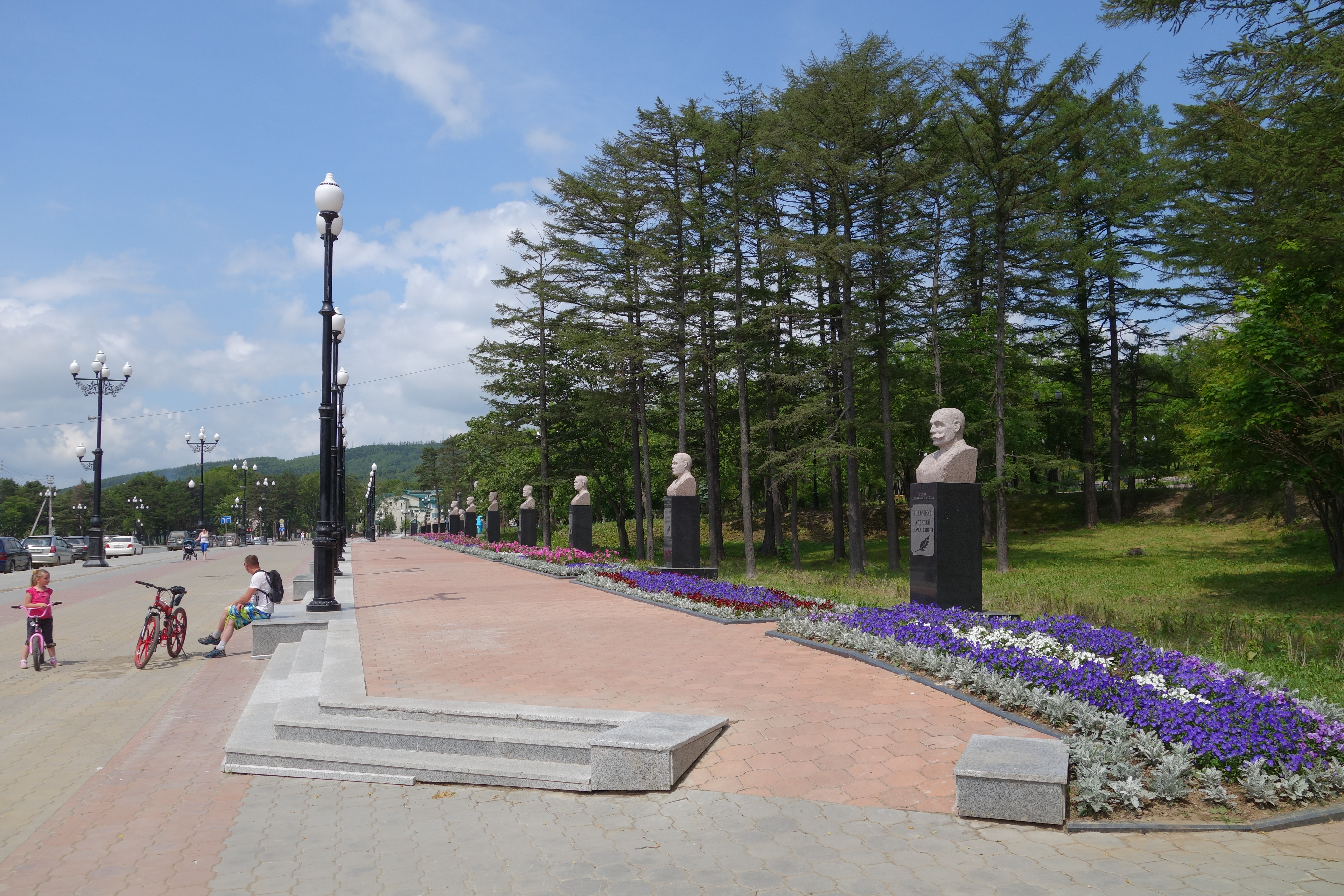